# کیرموشن ویلکیه
کیرموشن ویلکیه (به لهستانی:  Kiermuszyny Wielkie) یک روستا در لهستان است که در گمینا بانگه مازورسکیه واقع شده‌است.